# Eye of the Storm
Albums de One Ok Rock
Ambitions
(2017)
Eye of the Storm est le neuvième album studio du groupe de rock japonais One Ok Rock. Il a été publié le 13 février 2019 au Japon sous le label A-Sketch et le 15 février 2019 dans le reste du monde sous le label américain Fueled by Ramen.
L'album marque un changement dans leur musique, passant des sons rock alternatif et emo de leurs précédents albums à la musique pop et électronique,. Trois singles, Change, Stand Out Fit In et Wasted Nights ont été publiés à l'appui de l'album.

## Contexte
Le chanteur Taka a exprimé l'envie de créer un album positif inspiré de différentes sources, notamment Queen, mais aussi des comédies musicales et Disney. Il a déclaré « Le rock’n’roll est pour moi un style de vie, pas une musique dure, mais universelle - c’est pourquoi cet album est si différent. Je faisais juste de la musique, pas seulement du rock ».

## Sortie
Parallèlement à la sortie des versions japonaise et internationale, le premier pressage japonais comporte un DVD aux performances acoustiques.